# Крива Ферма
Крива́ Ферма́ — алгебрична крива на комплексній проєктивній площині, що визначається в однорідних координатах (X:Y:Z) рівнянням Ферма
{\displaystyle X^{n}+Y^{n}=Z^{n}.\ }
В евклідовій площині рівняння має вигляд
{\displaystyle x^{n}+y^{n}=1.\ }
Цілочисельний ролзв'язок рівняння Ферма відповідає ненульовому раціональному розв'язку евклідового рівняння і навпаки. Відповідно до теореми Ферма при n ≥ 3 немає нетривіальних цілих розв'язків рівняння Ферма, тому крива Ферма не має ненульових раціональних точок.
Крива Ферма несингулярна і має рід
{\displaystyle (n-1)(n-2)/2.\ }
Таким чином, крива Ферма має рід 0 для n = 2 (і є конічним перерізом) і рід 1 для n = 3 (і є еліптичною кривою). Многовид Якобі кривої Ферма глибоко вивчено. Він ізоморфний добутку простих абелевих многовидів із комплексним множенням.
Існує узагальнення кривої Ферма на більшу кількість вимірів; у цьому випадку рівняння, аналогічні рівнянню кривої Ферма, визначають проєктивний многовид — многовид Ферма.